# Yeremay Hernández
Yeremay Hernández Cubas (Las Palmas, 10 december 2002) is een Spaans voetballer die doorgaans speelt als vleugelspeler. In december 2021 debuteerde hij voor Deportivo La Coruña.

## Clubcarrière
Hernández speelde in de jeugd van UD Almenara en kwam daarna in de opleidingen van Las Palmas en Real Madrid terecht. Twee jaar na zijn komst verliet hij die laatste club voor de opleiding van Deportivo La Coruña. Bij die club tekende hij in december 2018 zijn eerste professionele contract. Als achttienjarige maakte hij zijn debuut in het eerste elftal, op 1 december 2021. Hij speelde drie seizoenen op het derde niveau, waarna Deportivo promoveerde naar de Segunda División. Hij tekende in april 2024 een nieuw contract bij Deportivo, tot medio 2030. Op het tweede niveau kreeg Hernández een belangrijkere rol in het eerste team. Hij miste slechts drie wedstrijden tijdens het seizoen 2024/25 en kwam tot vijftien competitiedoelpunten.

## Clubstatistieken
| Seizoen | Club                | Competitie         | Competitie | Competitie | Beker | Beker | Internationaal | Internationaal | Nacompetitie | Nacompetitie | Totaal | Totaal |
| Seizoen | Club                | Competitie         | Wed.       | Dlp.       | Wed.  | Dlp.  | Wed.           | Dlp.           | Wed.         | Dlp.         | Wed.   | Dlp.   |
| ------- | ------------------- | ------------------ | ---------- | ---------- | ----- | ----- | -------------- | -------------- | ------------ | ------------ | ------ | ------ |
| 2021/22 | Deportivo La Coruña | Primera Federación | 9          | 0          | 1     | 1     | —              | —              | —            | —            | 10     | 1      |
| 2022/23 | Deportivo La Coruña | Primera Federación | 21         | 2          | 1     | 0     | —              | —              | 2            | 1            | 17     | 1      |
| 2023/24 | Deportivo La Coruña | Primera Federación | 25         | 4          | 1     | 0     | —              | —              | —            | —            | 26     | 4      |
| 2024/25 | Deportivo La Coruña | Segunda División   | 39         | 15         | 0     | 0     | —              | —              | —            | —            | 39     | 15     |
| Totaal  | Totaal              | Totaal             | 93         | 21         | 3     | 1     | 0              | 0              | 2            | 1            | 98     | 23     |

Bijgewerkt op 13 juni 2025.